# Бернрид (Доња Баварска)
Бернрид (њем. Bernried) град је у њемачкој савезној држави Баварска. Једно је од 26 општинских средишта округа Дегендорф. Према процјени из 2010. у граду је живјело 4.881 становника. Посједује регионалну шифру (AGS) 9271116.

## Географски и демографски подаци
Бернрид се налази у савезној држави Баварска у округу Дегендорф. Град се налази на надморској висини од 400-1095 метара. Површина општине износи 39,5 km². У самом граду је, према процјени из 2010. године, живјело 4.881 становника. Просјечна густина становништва износи 124 становника/km².

## Међународна сарадња
| Мјесто | Држава | Врста сарадње | Од    |
| ------ | ------ | ------------- | ----- |
|        | Чешка  | контакт       | 1991. |
| Извор  |        |               |       |